# Sydvietnams flag
Sydvietnams flag var designet af kejser Thành Thái i 1890 og blev brugt af kejser Bảo Đại i 1948. Det var flag for Sydvietnam frem til 30. april 1975, da Sydvietnam kapitulerede til Nordvietnam og afsluttede Vietnamkrigen. 
Flaget baserer sig på et tidligere ensfarvet, gult flag, som blev benyttet i kejserriget i perioden 1802-1820. Flaget fik tilføjet tre røde striber på den gule baggrund for at symbolisere de tre landsdele Tonkin i nord, Annam i landets midte og Cochinkina i det sydlige Vietnam.
Flaget bruges fortsat i en del vietnamesiske immigrantmiljøer udenfor Vietnam.